# Pharyngochromis
Pharyngochromis is een geslacht van straalvinnige vissen uit de familie van de cichliden (Cichlidae).

## Soorten
- Pharyngochromis acuticeps (Steindachner, 1866)
- Pharyngochromis darlingi (Boulenger, 1911)